# Pop it
Un pop it es esencialmente una bandeja a base de silicona de "burbujas" de media esfera que se pueden empujar, emocionando a los niños con el sonido de estallido resultante. Una vez que se ha empujado una "burbuja" hacia abajo, se puede volver a empujar hacia arriba, lo que también produce el mismo sonido. Todas las "burbujas" hacen el mismo sonido cuando se empujan. Los juguetes vienen en varias formas, incluidos rectángulos, círculos, manos y unicornios. También vienen en una variedad de tamaños y colores. Además del simple acto de hacer estallar, se juegan juegos de varios tipos usando los juguetes. Fueron una moda en la primavera de 2021. En mayo, la BBC informó que había habido dos mil quinientos millones de visitas en una plataforma de visualización de videos, TikTok. Un juguete similar es el Dimpl, o Simple Dimple, o Simpl Dimpl. La diferencia es que los hoyuelos simples suelen ser más pequeños y pueden ser de diferentes tamaños.Estos juguetes fueron inventados en 2019. 
Los pop fueron precedidos por un juguete inquietante algo similar, el Pop It Pal, inventado en 2017 por Billy y Summer Pierce.